# خلل التعظم
خَلَلُ التَّعَظُّم أو سُوءُ التَّعَظُّم أو خَلَلُ تَكْوين العِظام أو عُسر التَعظم (بالإنجليزية: Dysostosis)‏ هوَ اضطراب في تطور العَظم وخصوصاً يؤثر على عملية التعظم. من الأمثلة على هذه الحالة متلازمة كروزن ومتلازمة كليبل فيل ومتلازمة روبينشتاين - تايبي، ويُعتبر هذا الخَلل واحد من التصنيفين الخاصين باضطرابات بنيوية العَظم (الاضطراب الآخر هوَ خلل التنسج العظمي الغضروفي.
عندما يكون المِفصل بين عظمتين مُتضمناً في هذا الخَلل، فإنَهُ يُستخدم مُصطلح الالتحام العظمي.